# 寺島実郎
寺島 実郎（てらしま じつろう、1947年8月11日 - ）は、日本の政治評論家。外交評論家。
多摩大学学長・教授、東北公益文科大学客員教授、立命館大学国際関係学部客員教授、帝塚山大学特別客員教授、立命館アジア太平洋大学国際経営学部客員教員、学校法人市川学園特別顧問、一般財団法人日本総合研究所会長、一般社団法人寺島文庫代表理事。

## 略歴
札幌市立啓明中学校卒業。北海道札幌旭丘高等学校卒業。1971年3月 - 早稲田大学政治経済学部卒業。
1973年3月  早稲田大学大学院修了。政治学修士。1973年4月 - 三井物産に入社し、調査部、業務部で勤務する。1983年 - 1984年 ブルッキングス研究所へ出向する。
1987年  米国三井物産ニューヨーク本店業務部情報・企画担当課長。1991年  米国三井物産ワシントン事務所長。1997年  業務部総合情報室長。1999年10月 - 三井物産戦略研究所取締役所長・経営企画部。2003年4月  執行役員 三井物産戦略研究所取締役所長・経営企画部。2005年9月 - 執行役員 三井物産戦略研究所代表取締役社長・所長（経営企画部）。2006年4月  常務執行役員 三井物産戦略研究所代表取締役社長・所長（経営企画部）。
2009年4月  三井物産戦略研究所会長。
日本総合研究所
2001年6月  理事長。2006年4月 - 会長。2010年6月 - 理事長に再任。（不明） - 会長に再任
学術分野
宮城大学客員教授。ほか2002年4月 - 早稲田大学大学院アジア太平洋研究科教授。2006年4月 - 早稲田大学アジア太平洋研究センター客員教授。2008年4月 - 多摩大学副学長。2009年4月 - 多摩大学学長・教授。2010年5月 - 帝塚山大学特別客員教授（特別公開講座）を歴任。立命館大学国際関係学部客員教授、東北公益文科大学客員教授、立命館アジア太平洋大学国際経営学部客員教員、長崎大学リレー講座監修など。

## 受賞
- 1994 「新経済主義宣言－政治改革論議を超えて」（『中央公論』1994年2月号）で第15回石橋湛山賞を受賞。
- 2000 経済界大賞特別賞受賞。
- 2006年10月 経済産業大臣表彰 個人表彰「情報セキュリティ促進部門」。
- 2010年4月 早稲田大学名誉博士学位を授かる。

## 人物
- 小学生時の1950年代は石油へのエネルギー転換期で日本各地で炭鉱が相次ぎ閉鎖され、炭鉱の子息が空腹な様子を見て社会を考えるきっかけとなった[3]。
- 1963年鹿島守之助に北海道の高校1年生から手紙が届いた[4]。「高校生の自分はリヒャルト・クーデンホーフ＝カレルギーに興味があり一生懸命読みたいけれど、高価で手が出ないので新品でなくてもいいから本が欲しい」と記されていた。秘書の幸田はクーデンホーフ＝カレルギー伯爵関連の書籍を種々箱に入れて送り、手紙から半月後に届いた[4]。幸田は、「この少年は面白い。やがて、何か仕事をしてくる男だろう」と思い手紙と本が届いた礼状の2通をファイリングして40年以上保管した[5][4]。寺島は鹿島守之助の孫の渥美直紀鹿島建設副社長と親交があり、2009年に46年前高校時の手紙の件が渥美経由で幸田に伝わると、当時の高校生の出来事を鮮明に覚えていた幸田は保管していた手紙を取り出した[6][7][4]。寺島は『実践的理想主義』、『パン・ヨーロッパ』、『ヨーロッパ国民』など贈られた本を大切にして[4]、ただの高校生に書籍を贈った鹿島守之助の行動をある種の恩人と仰いだ[4]。のちに寺島は3万冊の書庫を自宅の庭に建設し、2009年4月に九段下駅直近のビルへ蔵書を移し、寺島文庫ビルとして「寺島文庫」を開設した。鹿島守之助が贈った本は寺島文庫「欧州の棚」に置かれている[8]。
- 学生時代は博報堂でアルバイトしていた。
- 早稲田大学3 -４年時は学生運動の最盛期で1年間学校が封鎖され、「嫌な想い出」となる。当時の新左翼グループ全共闘運動派から「秩序派」「右翼」と批判的に扱われた。学校が閉鎖されて憂いている一般学生を率いて、全共闘派学生らと議論し、「君たちのやり方は方法論が未熟である。こんな強硬手段で自分たちの主張を貫くやり方は、単に甘えに過ぎない。もし体制を批判するのであれば、まずその問題を提起し、その問題を体制側と共有して、改革、変革をしていくべきではないか」との批判していた[3]。早稲田大学在学中、後に「盾の会」の会員となる森田必勝と交友を結ぶ。現在、寺島はリベラル派を装っているが、原発推進者であり権威主義者であり右翼思想を持つ。
- 大学院生時の1972年に統計数理研究所で、青森県六ヶ所村、水島コンビナートがある岡山県倉敷市、などの社会意識調査に携わる。
- 商社は寺島のような文系修士の採用が稀であったが、人事部長の特別配慮で入社試験を受けた。総合商社である三井物産の調査部で各国の調査やプロジェクトに携わり、人脈が広がりアメリカや中東の知識を得て多視点の姿勢を学んだ[3]。相談役の水上達三に仕えた。

## 主張
- 「親米入亜」[9]を標榜し、米国と中国の関係抜きには日中関係も日米関係も論じられないと強調している[10]。“アジアダイナミズム”の重要性を説いている[11]。日韓併合については、「日本人として日本の背負った歴史に対してため息混じりに深い省察をするのも必要だけれど、自分自身が責任者としてその場にいたときにどれだけのことができただろうかと自問自答すると、日韓併合はやむを得なかったという気はないですが、まことに不幸な力学のなかで、ああいうことになってしまったんだなと思わずにはいられません。これが私の正直な気持ちです」と当時日本のトップだとしても日本が隣国（中国・朝鮮半島）の開明を待つ余裕はない、アメリカがフィリピン領有してアジア進出・ハワイ併合という動きの中でで、日本が「大東合邦論」のようにしていくのは困難であり、むしろ欧米列強に重点を置いて欧州を模倣し国の舵を取らなければいけないと史実と同じようにしただろうと語っている[12]。
- アメリカ同時多発テロ事件陰謀説を強く支持し、事件の背後には巨大な陰謀がある・ペンタゴンへの航空機突入はアメリカ政府の演出であり実際には突入していない・ユナイテッド航空93便テロ事件の墜落現場は偽装されたものである・自爆犯とされた19人のうち8人は生きている、などの主張がなされる藤田幸久編著『9.11テロ疑惑国会追及』（2009年、クラブハウス）[13]に、「9.11を合理的に直視・再考することの大切さ」「粘り強く事実を追い求めることは、現代史を謎に終わらせないために不可欠である」との推薦文を寄せた。
- 民主党の鳩山政権誕生後の鳩山首相の外交ブレーンとみなされており[14]、鳩山が『Voice』（2009年9月号）に寄稿した論文[15]のシナリオライターと思われている。インド洋における海上自衛隊による補給活動の撤退や沖縄の普天間基地を巡る問題に関して官邸にFAXで頻繁に助言していると言われている。2009年12月には、緊張が高まっていた日米関係の誤解を解くとの目的でワシントンを訪れたが、米政府の有力者とは会談できなかった[16][17][18]。
- 『産経新聞』は、鳩山政権の対米政策への批判が高まるにつれ、伝統的な知米派とされる岡本行夫などへブレーンを交代させることが検討されていると報道した[19]。
- 倫理観に関して積極的に発言しており、下記に代表される意見のように、より自由な社会より一定の倫理基準に沿った社会を志向している。
  - 「一九九四年二月号の『中央公論』に、私は『新経済主義宣言』という論稿を書いた。私にとっては石橋湛山賞をもらった記憶に残る論文だが、心の中にあった問題意識は、冷戦の終焉といわれた直後のロシア・東欧など旧社会主義圏といわれる地域を動いてみて、西側が東側に持ち込んでいるものが、溢れるばかりの商業主義、マネーゲーム、卑猥な風俗であり、こんなことで“西が東に、資本主義が社会主義に勝利したといえるのか”という怒りにも近い感情であった」[20]

## 公的選任
- 文部科学省中央教育審議会委員（第1期 - 第4期）
- 同 国立大学法人評価委員会委員（第1期 - 第2期）

## 家族
- 父親は明治鉱業の幹部[21]。
- 母親は赤十字や東京都で勤務、戦前に看護婦養成学校教員、戦後に炭鉱の生活の近代化や給食活動に力を注ぎ、90歳まで生きた[22]。

祖父が北海道新聞の俳句の選者であった。
- 2つ年上の兄がいる[23]。
- 寺島家の男子は名前に必ず「郎」と名付けなければならない。

## 著書

### 単著
- 『地球儀を手に考えるアメリカ　21世紀・日米関係への構想』（1991年、東洋経済新報社）
- 『ふたつの「FORTUNE」　1936年の日米関係に何を学ぶか』（1993年、ダイヤモンド社）
- 『新経済主義宣言』（1994年、新潮社）
- 『ワシントン戦略読本　ホワイトハウスの見える窓から』（1997年、新潮社）
- 『国家の論理と企業の論理　時代認識と未来構想を求めて』（1998年、中公新書）
- 『団塊の世代 わが責任と使命　戦後なるものの再建』（1999年、PHP研究所）
- 『「正義の経済学」ふたたび　日本再生の基軸』（2001年、日本経済新聞社）
- 『脅威のアメリカ 希望のアメリカ　この国とどう向きあうか』（2003年、岩波書店）
- 『われら戦後世代の「坂の上の雲」』（2006年、PHP新書）
- 『渋沢栄一の「士魂商才」』（2010年、中経出版）
- 『時代との対話 寺島実郎対談集』（2010年、ぎょうせい）

「一九〇〇年への旅」シリーズ
- 『一九〇〇年への旅　あるいは道に迷わば年輪を見よ』（2000年、新潮社）
- 『歴史を深く吸い込み、未来を想う　一九〇〇年への旅 アメリカの世紀、アジアの自尊』（2002年、新潮社）

「世界を知る力」シリーズ
- 『世界を知る力』（2009年、PHP新書）
- 『世界を知る力 日本創生編』（2011年、PHP新書）

「寺島実郎の発言」シリーズ
- 『寺島実郎の発言　時代の深層底流を読む』（2001年、東洋経済新報社）
- 『寺島実郎の発言II　経済人はなぜ平和に敏感でなければならないのか』（2007年、東洋経済新報社）

「脳力のレッスン」シリーズ（「世界」で続行中の同名連載のまとめ）
- 『脳力のレッスン　正気の時代のために』（2004年、岩波書店）
- 『脳力のレッスンII　脱9.11への視座』（2007年、岩波書店）
- 『問いかけとしての戦後日本と日米同盟　脳力のレッスンIII』（2010年、岩波書店）
- 『リベラル再生の基軸　脳力のレッスンIV』（2014年、岩波書店）
- 『ひとはなぜ戦争をするのか　脳力のレッスンV』（2018年、岩波書店）
- 『日本再生の基軸―平成の晩鐘と令和の本質的課題』 (2020年、岩波書店)

### 共編著
- 『「イラク戦争」検証と展望』（2003年、岩波書店）共著：小杉泰、藤原帰一
- 『大中華圏　その実像と虚像』（2004年、岩波書店）共著：渡辺利夫・朱建栄
- 『グリーン・ニューディール　環境投資は世界経済を救えるか』（2009年、日本放送出版協会）共著：飯田哲也、NHK取材班　ISBN 9784140882924
- 『新しい世界観を求めて』（2010年、毎日新聞社）共著：佐高信
- 『民主政治のはじまり　政権交代を起点に世界を視る』（2010年、七つ森書館）共著：山口二郎、寺脇研、西山太吉、外岡秀俊

### その他
- 慶應MCC夕学セレクション『世界潮流と日本の進路』（2008年、日本音声保存）

## 出演
テレビ
- 報道2001（フジテレビ）
- 新・週刊フジテレビ批評（フジテレビ）
- サンデーモーニング（TBS）
- 報道ステーション（テレビ朝日）
- ウェークアップ!ぷらす（読売テレビ）
- プロジェクトJAPAN シリーズ「JAPANデビュー」 第3回「通商国家の挫折」（NHK総合、2009年6月7日放送） メインゲスト
- 寺島実郎の世界を知る力（TOKYO MX）

ラジオ
- ON THE WAY ジャーナル『月刊寺島実郎の世界』（JFNC）
- ラジオあさいちばん（NHKラジオ第1）
- 三宅民夫のマイあさ！（NHKラジオ第1）
- 生島ヒロシのおはよう一直線（TBSラジオ）

ほか